# Ans van Haersolte
Ans van Haersolte (Arnhem, 9 juli 1911 - Wassenaar, 10 november 1991) was neerlandica en beeldhouwer. Ze was gehuwd met R.A.V. baron van Haersolte (2 juli 1919 - 22 december 2002), hoogleraar rechtswetenschap, filosofie en wijsbegeerte te Leiden.

## Leven en werk
Ans Dijk studeerde af in de Nederlandse Taal en Letterkunde en gaf gedurende enkele jaren les op een middelbare school. Ze trouwde in 1957 met Roelof Arent Volkier baron van Haersolte (1919-2002). Het huwelijk bleef kinderloos.
Pas op latere leeftijd begon ze met het maken van beelden. Zij was een particulier leerling van de beeldhouwer Pim van Moorsel, die docent was aan de Koninklijke Academie van Beeldende Kunsten in Den Haag. Ze werkte vooral in beton, maar ook in brons en klei. Haar beelden zijn meestal meer dan manshoog en veelal geïnspireerd door de natuur.
In De Gids publiceerde zij 'Het lege woord, het woord is leeg'.

## Tentoonstellingen
- 1965 Nederlandse Kunstkring", Den Haag
- "Salon International des Santonniers", Arles

## Werken (selectie)
- De Vier Eeuwen (1990), beeldengroep in de Hortus Botanicus, Leiden
- De dobbelstenen, zitelementen op het terras kop H-gebouw van de Erasmus Universiteit Rotterdam (vanwege nieuwbouw opgeslagen in kisten tot 2015; daarna wordt een nieuwe bestemming gezocht)
- Het Labyrinth, acht plastieken, oorspronkelijk Waterbergseweg, Arnhem (1983); nu de begraafplaats Moscowa, Arnhem